# گرسنگی

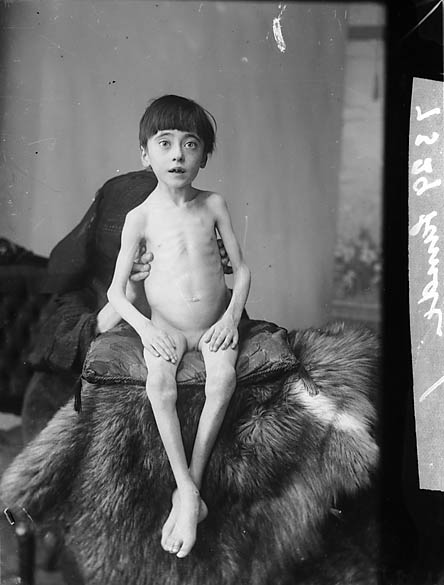
یک کودک گرسنه

نیاز بدن به غذا گرسنگی نام دارد. واژهٔ گرسنگی اغلب به معنای آمادگی بدن برای دریافت غذاست. پس از مدت زمان معین که بدن غذایی دریافت نکرده‌است، احساس گرسنگی به وجود آمده و حالا، بدن آماده غذا خوردن است. اگر هنگام گرسنگی، بدن غذایی دریافت نکند کم‌کم این حس، دردناک شده و ناراحتی معده را به همراه دارد.
گرسنه ماندن برای مدت طولانی دلیل می‌شود که افراد، دست به خوردن موادی بزنند که هیچگونه ارزش غذایی ندارند. معده با خوردن چنین موادی صرفاً پر شده و احساس گرسنگی از بین می‌رود. اما در صورت ادامه نرسیدن مواد غذایی به بدن، بر اثر فقر غذایی، به مرگ می‌انجامد. وقتی فردی گرسنه پس از مدت خیلی طولانی غذا بخورد، معده غذا را نمی‌پذیرد و منجر به استفراغ می‌شود.